# Pero rufaria
Pero rufaria är en fjärilsart som beskrevs av Paul Dognin 1906. Pero rufaria ingår i släktet Pero och familjen mätare. Inga underarter finns listade i Catalogue of Life.